# Freddie Mitchell
(en) Statistiques sur pro-football-reference
Freddie Lee Mitchell Jr. (né le 28 novembre 1978) est un wide receiver de football américain qui a joué pendant quatre saisons avec les Eagles de Philadelphie de la National Football League (NFL). Les Eagles le sélectionnent au premier tour de la draft 2001 de la NFL. Il y passe quatre saisons, pour aboutir à une apparition au Super Bowl XXXIX après la saison 2004 de la NFL.

## Jeunes années
Mitchell est le fils d'un pasteur de Lakeland en Floride. Il fréquente la Kathleen High School de Lakeland où il joue au football américain, au basketball, au baseball et il fait également partie de l'équipe de cross-country. Au baseball, il est frappeur suppléant et joueur de champ extérieur. Au basket, il joue arrière, tandis qu'au football américain, il occupe les positions de wide receiver, kick returner, punt returner, holder pour le kicker Paul Edinger et defensive back.
Mitchell se rend à l'université de Floride, à l'université d'état de Floride, à l'université de Miami et à l'université d'état du Michigan avant de s'engager à l'université de Californie à Los Angeles pour jouer au football avec les Bruins. Il choisit de jouer sur la côte ouest principalement à cause des opportunités offertes pour sa carrière après le football.

## Carrière universitaire
Mitchell joue pour les UCLA Bruins de l'université de Californie à Los Angeles de 1997 à 2000. Il passe la saison 1997 avec le statut de redshirt et en rallongeant par la suite son admissibilité au football universitaire. Lors de son premier match, une victoire de 49 à 31 contre le Texas le 12 septembre 1998, Mitchell lance une passe de touchdown de 34 yards à Brian Poli-Dixon et attrape quatre passes pour 108 yards et une passe de touchdown (79 yards) du quarterback Cade McNown. Il a une tentative de course pour 30 yards, 78 yards sur trois retours kick-off et 17 yards sur trois retours de dégagement. Il est nommé joueur offensif de la semaine de la conférence Pacific-10 pour ses efforts dans le match.
Dans le Sun Bowl 2000 contre le Wisconsin le 29 décembre, Mitchell fait neuf réceptions pour un record du Sun Bowl de 180 yards, incluant un touchdown de 64 yards.

### Statistiques universitaires

#### Réceptions et courses
| Année    | Université | Conf     | Sta.     | Pos.     | MJ | Réceptions | Réceptions | Réceptions | Réceptions | Courses | Courses | Courses | Courses | Scrimmage | Scrimmage | Scrimmage | Scrimmage |
| Année    | Université | Conf     | Sta.     | Pos.     | MJ | Nb.        | Yds        | Moy.       | TD         | Nb.     | Yds     | Moy.    | TD      | Jeux      | Yds       | Moy.      | TD        |
| -------- | ---------- | -------- | -------- | -------- | -- | ---------- | ---------- | ---------- | ---------- | ------- | ------- | ------- | ------- | --------- | --------- | --------- | --------- |
| *1998    | UCLA       | Pac-10   | FR       | WR       | 12 | 4          | 108        | 27         | 1          | 1       | 30      | 30      | 0       | 5         | 138       | 27,6      | 1         |
| 1999     | UCLA       | Pac-10   | SO       | WR       | 11 | 38         | 533        | 14         | 0          | 5       | 37      | 7,4     | 0       | 43        | 570       | 13,3      | 0         |
| 2000     | UCLA       | Pac-10   | JR       | WR       | 11 | 68         | 1 314      | 19,3       | 8          | 3       | 0       | 0       | 0       | 71        | 1 314     | 18,5      | 8         |
| Carrière | Carrière   | Carrière | Carrière | Carrière | 34 | 110        | 1 955      | 17,8       | 9          | 9       | 67      | 7,4     | 0       | 119       | 2 022     | 17        | 9         |

#### Retour de kickoff et de dégagement
| Année    | Université | Conf     | Sta.     | Pos.     | MJ | Ret. Kick | Ret. Kick | Ret. Kick | Ret. Kick | Ret. Punt | Ret. Punt | Ret. Punt | Ret. Punt |
| Année    | Université | Conf     | Sta.     | Pos.     | MJ | Nb.       | Yds       | Moy.      | TD        | Nb.       | Yds       | Moy.      | TD        |
| -------- | ---------- | -------- | -------- | -------- | -- | --------- | --------- | --------- | --------- | --------- | --------- | --------- | --------- |
| *1998    | UCLA       | Pac-10   | FR       | WR       | 12 | 4         | 125       | 31,3      | 0         | 3         | 17        | 5,7       | 0         |
| 1999     | UCLA       | Pac-10   | SO       | WR       | 11 | 7         | 122       | 17,4      | 0         | 4         | 28        | 7         | 0         |
| 2000     | UCLA       | Pac-10   | JR       | WR       | 11 |           |           |           |           | 1         | 0         | 0         | 0         |
| Carrière | Carrière   | Carrière | Carrière | Carrière | 34 | 11        | 247       | 22,5      | 0         | 8         | 45        | 5,6       | 0         |

#### Passes
| Année    | Université | Conf     | Sta.     | Pos.     | MJ | Passes | Passes   | Passes | Passes | Passes   | Passes       | TD | Int. | Éval. QB |
| Année    | Université | Conf     | Sta.     | Pos.     | MJ | Nb     | Réussies | %      | Yards  | Yds/Pas. | Moy Yds/Pas. | TD | Int. | Éval. QB |
| -------- | ---------- | -------- | -------- | -------- | -- | ------ | -------- | ------ | ------ | -------- | ------------ | -- | ---- | -------- |
| *1998    | UCLA       | Pac-10   | FR       | WR       | 12 | 2      | 2        | 100    | 95     | 47,5     | 67,5         | 2  | 0    | 829      |
| 1999     | UCLA       | Pac-10   | SO       | WR       | 11 | 1      | 2        | 50     | 18     | 9        | 9            | 0  | 0    | 125,6    |
| 2000     | UCLA       | Pac-10   | JR       | WR       | 11 | 2      | 2        | 100    | 76     | 38       | 58           | 2  | 0    | 749,2    |
| Carrière | Carrière   | Carrière | Carrière | Carrière | 34 | 5      | 6        | 83,3   | 189    | 31,5     | 44,8         | 4  | 0    | 567      |

#### Points marqués
| Année    | Université | Conf     | Sta.     | Pos.     | MJ | Touchdowns | Touchdowns | Touchdowns | Touchdowns | Pts |
| Année    | Université | Conf     | Sta.     | Pos.     | MJ | Course     | Réc.       | Int.       | Tot.       | Pts |
| -------- | ---------- | -------- | -------- | -------- | -- | ---------- | ---------- | ---------- | ---------- | --- |
| *1998    | UCLA       | Pac-10   | FR       | WR       | 12 | 0          | 1          | 0          | 1          | 6   |
| 1999     | UCLA       | Pac-10   | SO       | WR       | 11 | 0          | 0          | 0          | 0          | 0   |
| 2000     | UCLA       | Pac-10   | JR       | WR       | 11 | 0          | 8          | 0          | 8          | 48  |
| Carrière | Carrière   | Carrière | Carrière | Carrière | 34 | 0          | 9          | 0          | 9          | 54  |

## Carrière professionnelle

### Pré-draft
| 5 ft 11 3⁄8 in (1.81 m)                | 185 lb (84 kg) | 4.46 s | 1.57 s | 2.53 s | 4.06 s | 6.95 s | 39 1⁄2 in (1.00 m) | 10 ft 0 in (3.05 m) | -- |
| Résultat de 2001 NFL Scouting Combine. |                |        |        |        |        |        |                    |                     |    |

### Eagles de Philadelphie
Freddie Mitchell est choisi par les Eagles au premier tour, en vingt-cinquième position, de la draft 2001 de la NFL. Il signe un contrat de 5,5 millions $ sur cinq ans avec les Eagles le 26 juillet, à temps pour le début du camp d'entraînement.

#### Saison 2001
Mitchell commence la saison en tant que quatrième receveur de l'équipe, derrière Thrash, Pinkston et Na Brown. Dans son premier match en carrière dans la NFL, le 9 septembre, lors d'un match contre les Rams de St. Louis, Mitchell joue en quelques snaps mais ne reçoit aucune passe. Mitchell est considéré comme "douteux" en raison de sa blessure au tendon du jarret avant le match de la deuxième semaine contre les Seahawks de Seattle, le 23 septembre, et n'est pas activé. Contre les Cowboys de Dallas lors de la troisième semaine le 30 septembre, Mitchell retourne sur le terrain et attrape sa première passe, qui ne rapporte aucun gain.Au cours des semaines quatre et six, Mitchell n'enregistre aucune réception, respectivement contre les Cardinals de l'Arizona et les Giants de New York. Lors de la septième semaine contre les Raiders d'Oakland, il reçoit une passe pour un gain de 15 yards.
Mitchell reçoit ses deux premières titularisations en carrière dans la dix-septième semaine et lors du match de wildcard contre les Buccaneers de Tampa Bay. Il n'enregistre aucune réception dans aucun des deux matchs.
Mitchell termine la saison avec 21 réceptions pour 283 yards et un touchdown.

#### Saison 2002
Après que les Eagles aient signé un contrat d’un an avec Antonio Freeman en août 2002, Mitchell est rétrogradé au poste de quatrième receveur après Pinkston, Thrash et Freeman. Au cours des quinze premières semaines de la saison, Mitchell réussit un total de six réceptions pour 53 yards en tant que réserve. Pinkston quitte le match contre les Cowboys de Dallas lors de la seizième semaine en raison d'une blessure au pied. Mitchell attrape deux passes pour 17 yards à sa place. Mitchell n'attrape que douze passes pour 105 yards sur toute la saison. C’est après cette sombre performance, malgré le bénéfice de recevoir les passes du quarterback du Pro Bowl Donovan McNabb, que Mitchell commence à être qualifié de fiasco.

#### Saison 2003
Le jeu le plus important de Mitchell, selon les médias et les fans de Philadelphie, a lieu le 11 janvier 2004 lors du match de playoffs contre les Packers de Green Bay. Tard dans la partie, alors que les Eagles perdent de trois points et affrontent une situation de 4ème down et 26 yards, Mitchell reçoit une passe de 28 yards. Les Eagles égalisent ensuite et remportent le match en prolongation. Mitchell a 35 réceptions pour 498 yards et deux touchdowns en 2003.

#### Saison 2004
Sa phase de jeu la plus remarquable de la saison est une réception de 60 yards lors du match de Monday Night Football des Eagles contre les Cowboys, le 15 novembre 2004. On se souvient de cette capture surtout pour la manière dont McNabb prolonge le jeu en évitant la défense des Cowboys pendant 14,1 secondes avant de finalement lancer à Mitchell. Il termine la saison avec seulement 22 réceptions.
Mitchell est libéré par les Eagles le 6 mai 2005. Il termine sa carrière avec les Eagles avec 90 réceptions pour 1 263 yards et cinq touchdowns.

### Carrière post-NFL
Mitchell s'entraîne avec les Chiefs de Kansas City le 6 juin 2005, après sa libération des Eagles. Il signe avec les Chiefs un contrat d'un an au salaire minimum le 17 juin après qu'Az-Zahir Hakim ait décidé de ne pas signer avec l'équipe. Mitchell ne reçoit pas de bonus à la signature. Il souffre d'une blessure au genou lors de l'entraînement du 30 juillet et doit subir une chirurgie arthroscopique la semaine suivante, mais refuse de la subir. Il est libéré le 2 septembre en raison d'inquiétudes concernant son genou. Mitchell choisit d'être opéré du genou le 6 septembre.
Mitchell travaille pour plusieurs équipes après sa libération des Chiefs, mais ne signe de contrat avec aucune d'entre elles. Il s’entraîne pour les Packers de Green Bay le 25 octobre 2005, les Cowboys de Dallas le 6 août 2006, les Browns de Cleveland le 11 octobre 2006, les Argonauts de Toronto de la Canadian Football League le 11 février 2007, les Titans du Tennessee le 26 juillet 2007 et les Ravens de Baltimore le 29 mai 2008. Les Soul de Philadelphie de la Arena Football League s’intéressent à signer Mitchell en janvier 2006, mais le président Ron Jaworski, un ancien quarterback des Eagles, a des difficultés à le contacter.